# 1956 aux échecs
| Années des échecs : 1953 - 1954 - 1955 - 1956 - 1957 - 1958 - 1959    |
| Décennies des échecs : 1920 - 1930 - 1940 - 1950 - 1960 - 1970 - 1980 |

Cet article présente les faits marquants de l'année 1956 aux échecs.

## Championnats nationaux
- Argentine : Raúl Sanguineti remporte le championnat[1],[2]. Chez les femmes, Soledad Gonzalez de Huguet s’impose.
- Autriche : Andreas Dückstein remporte le championnat[3]. Chez les femmes, Inge Kattinger s’impose[4].
- Belgique : Albéric O’Kelly  remporte le championnat[5]. Chez les femmes, pas de championnat [6].
- Brésil : Jose Thiago Mangini remporte le championnat[7].
- Canada : Pas de championnat[8].
- Écosse : James Macrae Aitken remporte le championnat[9].
- Espagne : Jaime LLadò remporte le championnat[10]. Chez les femmes, pas de championnat[11].
- États-Unis : Pas de championnat[Note 1],[12] masculin, ni féminin [13].
- Finlande: Toivo Salo remporte le championnat[14].
- France : Pierre Rolland remporte le championnat [15]. Chez les femmes, c’est Choco qui s’impose[16].
- Inde : Pas de championnat[17]
- Iran : Yousof Safvat remporte la première édition du championnat[18]

- Pays-Bas : Max Euwe remporte le championnat[19]. Chez les femmes, c’est Fenny Heemskerk qui s’impose.
- Pologne : Kazimierz Plater remporte le championnat[20].
- Royaume-Uni : Conel Hugh O'Donel Alexander remporte le championnat[21].

- Suisse : Max Blau remporte le championnat [22]. Chez les dames, c’est Anna Näpfer qui s’impose[23].
- RSS d'Ukraine : Isaac Lipnitski remporte le championnat[24],[25], dans le cadre de l’U.R.S.S.. Chez les femmes, Berta Vaisberg s’impose[26].
- RFP Yougoslavie : Svetozar Gligorić remporte le championnat[27],[28]. Chez les femmes, Milunka Lazarević s’impose.

## Naissances
- Larry Christiansen
- Jonathan Speelman

## Nécrologie
- En 1956 : Edith Charlotte Price, Veniamine Sozine, Edith Holloway
- 5 février : Xavier Tartakover
- 21 février : Grace Alekhine
- 24 février : Dirk van Foreest, trois fois champion officieux des Pays-Bas.
- 7 avril : Julius du Mont (en)
- 16 juillet : Karel Hromádka
- 5 septembre : Abraham Speijer (en)
- 1er novembre : Lajos Asztalos
- 10 décembre : Maurice Censer (en)